# Strandibalonius biantipalpis
Strandibalonius biantipalpis is een hooiwagen uit de familie Podoctidae. De originele naamcombinatie (protoniem) is Reclinobunus biantipalpis Roewer, 1915. Een volgende naamrecombinatie werd gepubliceerd als Metibalonius biantipalpis (Roewer, 1951) in Goodnight & Goodnight 1957, later Strandibalonius biantipalpis (Roewer, 1915) in Kury et al. 2020.